# Portada/efemèride agost 12
Thomas Mann
« 11 d'agost · 12 d'agost · 13 d'agost »